# Kalifornia
Kalifornia is een Amerikaanse film uit 1993, onder regie van Dominic Sena.

## Verhaal
Brian Kessler is gefascineerd door seriemoordenaars. Voor het schrijven van een boek over seriemoordenaars, reist hij samen met zijn vriendin rond om de plaatsen waar moorden hebben plaatsgevonden te bezoeken. Zijn vriendin fotografeert daarbij de (oude) 'plaatsen-delict'.
Early Grace en zijn vriendin Adéle wonen in een trailer. Adéle is simpel, labiel en toegeeflijk aan Early. Early neemt nergens verantwoordelijkheid voor (geen werk volhouden) en gebruikt grof geweld in conflictsituaties.
Brian en zijn vriendin worden neergezet als een yuppenstel. Tot groot genoegen van de verveelde Carrie wil Brian naar Californië. Ze besluiten via een advertentie een ander stel te zoeken om mee naar Californië te toeren. Zo komen ze in contact met Early en Adéle.
Al snel ziet Carrie het niet meer zitten. Ze ergert zich aan het asociale gedrag van Early en onder invloed van Early is Brian ook aan het veranderen. Zo neemt hij voor het eerst een pistool ter hand om te leren schieten, iets wat tegen Carries waarden indruist.
Later blijkt dat Carries wantrouwen ten opzichte van Early terecht is, hij pleegt een reeks gewelddadige moorden en berovingen en gijzelt uiteindelijk zelfs enkele mensen. Adéle overleeft het drama niet, nadat ze Early een klap met een cactus heeft gegeven eindigt ze dood in de tuin.

## Rolverdeling
| Acteur          | Personage       |
| --------------- | --------------- |
| Brad Pitt       | Early Grace     |
| Juliette Lewis  | Adéle Corners   |
| David Duchovny  | Brian Kessler   |
| Michelle Forbes | Carrie Laughlin |

## Trivia
- De staat California heeft het merkrecht op de naam 'California'; daarom is de film Kalifornia genoemd.
- In de film worden de namen van de acteurs in de plaatsnamen verwerkt. (Bijvoorbeeld Bradsbury en Pittsburgh)
- Adéle is bijzonder gehecht aan cactussen, en heeft een cactus met de naam "Lucy".
- Een citaat uit de film waarin Kessler zegt: "When you dream there are no rules, people can fly, anything can happen." is gebruikt in het nummer "People Can Fly" van de groep Astral Projection.